# Алая Роза и Белая Лилия
«Алая Роза и Белая Лилия» (англ. Rose the Red and White Lily, Child 103, Roud 3335) — народная баллада англо-шотландского происхождения. Фрэнсис Джеймс Чайлд в своём собрании приводит три её варианта: из манускрипта Джемисона-Браун (1783), а также из сборников Питера Бьюкена и Джорджа Ритчи Кинлоха.

## Сюжет
Сёстры Роуз и Лили (Rose the Red and White Lily) воспитываются злой мачехой, у которой есть два родных сына, Робин (Brown Robin) и Артур. Артур влюблен в Роуз, а Робин — в Лили, и со временем чувства молодых людей только крепнут. Мать решает положить этому конец и отправляет сыновей на королевскую службу: Робина в лес, а Артура ко двору. Девушки переодеваются в мужскую одежду и следуют за юношами. Роуз берёт имя Вилли (Sweet Willy), а Лили становится Роже (Roge the Round). Они обещают прийти друг другу на помощь при трёх сигналах рога. Как-то Роже, переусердствовав в мужской работе, не может сдержать стон, и Робин понимает, что это девушка. Проходят 40 недель, и у Лили начинаются роды; будущий отец хочет помочь, но девушка готова принять помощь только от брата, находящегося при королевском дворе, и трижды трубит в рог. Когда прибывает Вилли, Робин не пускает его в шатёр, и они бьются на мечах, пока переодетая девушка не получает ранение. Она обнаруживает свою природу, и Робин приходит в ужас: он зарёкся причинять вред женщинам во имя Лили. Та раскрывает, кто она такая. Король, прослышав, что у одного из его людей родился сын, едет в лес посмотреть на это, с ним отправляется Артур, который находит там своего пажа, Вилли. Девушки всё рассказывают королю. Тот говорит Робину не бояться и прибыть ко двору. В финале обе пары венчаются в церкви.
Во втором варианте король не фигурирует, а девушки, сбежав от мачехи в лес, вступают в шайку Робин Гуда. Роуз, под именем Николаса, пытается понравиться Робину, а Лили (Роджер) — Маленькому Джону. Однако в итоге их возлюбленными становятся два безымянных молодца из лесных разбойников. В третьей версии девушки являются дочерьми короля. Их имена не названы, но к лесным разбойникам они примыкают как Роже и Николас. Их раскрывают, когда одна из девушек поёт песню. В конце Маленький Джон и Робин Гуд берут королевских дочерей в жёны.
Робин Гуд оказался вплетён в другие варианты истории, очевидно, из-за сходства имён с изначальным героем баллады. Единственным по-настоящему старинным мотивом здесь, по мнению Чайлда, является рождение ребёнка в лесу, которое присутствует в балладе «Leesome Brand» (Child 15), а также в более поздних «Willie o Douglas Dale» (Child 101) и «Willie and Earl Richard's Daughter» (Child 102).